# جيوفري سكوت
جيوفري سكوت (بالإنجليزية: Geoffrey Scott)‏ (و. 1884 – 1929 م) هو مؤرخ معماري، وشاعر، من المملكة المتحدة، توفي في مدينة نيويورك، عن عمر يناهز 45 عاماً.

## التعليم
تعلم في مدرسة رغبي ‏، وكلية نيو كوليج.

## جوائز
حصل على جوائز منها:
- الجائزة التذكارية لجيمس تايت بلاك [الإنجليزية]‏.